# Volo Nature Air 9916
Il volo Nature Air 9916 è stato un collegamento passeggeri charter domestico dall'aeroporto Punta Islita di Nandayure, nella provincia di Guanacaste, in Costa Rica, alla capitale del San José, che è precipitato il 31 dicembre 2017 poco dopo il decollo dall'aeroporto Punta Islita provocando la morte di tutte le 12 persone a bordo. Il volo, della durata prevista di 40 minuti, era operato dalla compagnia aerea regionale costaricana Nature Air e l'aereo coinvolto era un Cessna 208 B Caravan prodotto nel 2001. A bordo dell'aereo c'erano 10 passeggeri, per lo più turisti americani, e 2 piloti. Un'indagine dell'NTSB ha successivamente stabilito che l'incidente era stato causato dall'entrata in stallo aerodinamico del velivolo, dovuto a un errore del pilota. Nature Air ha cessato definitivamente le operazioni dopo l'incidente.

## Passeggeri ed equipaggio
Le vittime erano due famiglie di turisti americani, una guida turistica americana e due membri dell'equipaggio, costaricani. Tra i morti c'era anche il pilota, il comandante Juan Manuel Retana, cugino dell'ex presidente della Costa Rica Laura Chinchilla. Aveva accumulato un totale di 15 000 ore di volo. Prima di entrare a far parte di Nature Air, ha lavorato per 14 anni presso la compagnia aerea regionale costaricana SANSA. L'altro membro dell'equipaggio è stato identificato dai media costaricani come Emma Ramos.

## L'incidente
Il volo era uno dei due noleggiati dalla Backroads Travel Company e decollò dall'aeroporto di Punta Islita, una piccola città balneare sulla costa pacifica della Costa Rica, alle 12:10 ora locale. Il volo trasportava 10 passeggeri, tra cui due famiglie americane di turisti, più due piloti locali. Il volo era diretto all'aeroporto Internazionale Juan Santamaría di San José, capitale del Costa Rica, dove i passeggeri avrebbero preso la coincidenza con un volo internazionale per tornare a casa negli Stati Uniti. L'aereo era arrivato in ritardo a Punta Islita a causa dei forti venti e all'andata era atterrato in un punto intermedio della pista di Tambor, dove i piloti avevano atteso condizioni meteorologiche migliori.
Pochi secondi dopo la partenza, l'aereo oscillò verso sinistra. Poi rollò, l'ala sfiorò gli alberi e l'aereo impattò con il terreno in salita vicino all'aeroporto, esplose e si incendiò. Non fu possibile contattare l'aereo che venne quindi dichiarato disperso. Alle 12:30 circa, i servizi di emergenza nei pressi dell'aeroporto ricevettero la segnalazione che l'aereo era precipitato nel bosco. I servizi di emergenza inviarono 20 veicoli, tra cui ambulanze e 45 vigili del fuoco. Anche i turisti e gli abitanti del luogo che avevano visto l'incidente si erano precipitati sul luogo e assistettero alle operazioni di soccorso.
Le foto pubblicate dal Ministero della Pubblica Sicurezza della Costa Rica rivelarono che l'aereo si era polverizzato nell'impatto. Il capo dei vigili del fuoco di Nandayure, Hector Chavéz, dichiarò che la scena era di "distruzione totale". 

## Le indagini
Il governo costaricano ha aperto un'indagine sulle cause dell'incidente il 1º gennaio 2018. L'indagine è stata condotta dalla DGAC della Costa Rica. Ci si aspettava che il National Transportation Safety Board (NTSB) degli Stati Uniti assistesse le autorità costaricane nell'indagine, dato che la maggior parte dei passeggeri era di origine americana. Il 18 maggio, il GAC ha offerto di delegare l'indagine al NTSB, che ha accettato il 30 maggio 2018.
Nella fase iniziale dell'indagine, gli investigatori hanno indicato come causa dell'incidente un guasto meccanico, fattori umani e condizioni meteorologiche avverse. Molteplici rapporti raccolti da testimoni oculari hanno rivelato che le condizioni meteorologiche a Punta Islita erano pessime. Erano state segnalate raffiche di 20 nodi (37 km/h). Un altro testimone ha dichiarato che l'aereo volava troppo basso. Enio Cubillo, capo della DGAC costaricana, ha dichiarato che le indagini sul volo 9916 sarebbero durate mesi.
L'8 gennaio 2018, l'Organismo de Investigación Judicial (Organizzazione di Investigazione Giudiziaria) della Costa Rica ha fatto irruzione negli uffici di Nature Air all'aeroporto Internazionale Tobías Bolaños di Pavas e all'aeroporto Internazionale Juan Santamaria di San José. Nell'ambito delle indagini sull'incidente, hanno fatto irruzione anche negli uffici della Costa Rica Dirección General de Aviación Civil a La Uruca. Almeno 30 agenti hanno partecipato all'operazione con l'obiettivo di ottenere file sui piloti e sul Cessna 208 Caravan, nonché le identità dei responsabili della manutenzione e di chi ha autorizzato il volo.
Nel dicembre 2019, due anni dopo l'incidente, l'NTSB ha pubblicato il rapporto finale sull'incidente, dichiarando che fosse stato causato da quanto segue:
(NTSB, Final report Nature Air 9916)

## Conseguenze
L'incidente ha messo in evidenza il pericolo dei voli turistici passeggeri noleggiati privatamente, causando preoccupazione tra i costaricani che lavorano nell'industria del turismo. Subito dopo il disastro, Fox News ha messo in guardia i suoi lettori sul pericolo di volare sui voli noleggiati privatamente, indicando come non fossero adeguatamente regolamentati. Anche l'ex capo del National Transportation Safety Board ha avvertito gli americani di non volare sui voli noleggiati privatamente in Costa Rica. Isabel Vargas, presidente della Camera nazionale del turismo della Costa Rica, ha contestato le affermazioni, così come il direttore dell'aviazione civile della Costa Rica, Ennio Cubillo, che ha definito irresponsabili le affermazioni secondo cui i voli charter non fossero soggetti a un'adeguata supervisione della sicurezza.